# Liste der Bundeswehrstandorte im Ausland
Dieser Artikel listet die Dienstposten sowie Dienststellen der Bundeswehr im Ausland auf. Nicht aufgezählt sind die Einsatz-Liegenschaften, welche im Rahmen der Auslandseinsätze der Bundeswehr bestehen.
Im Ausland befinden sich überwiegend Klein- und Kleinstdienststellen wie Bundeswehrverwaltungsstellen im Ausland, Militärattachéstäbe (MilAttStab), deutsche Anteile (DtA) und Deutsche Dienstälteste Offiziere (DDO) bei NATO-Einrichtungen und -Großverbänden.
Die im französischen Illkirch-Graffenstaden befindliche Leclerc-Kaserne (Jägerbataillon 291) ist die einzige im Ausland befindliche Kaserne der Bundeswehr. Die Ausbildungseinrichtungen der Luftwaffe in den Vereinigten Staaten sind die größte Liegenschaft der Bundeswehr im Ausland.
2025 soll die Panzerbrigade 45 in Litauen mit etwa 4800 Soldaten aufgestellt werden.

## Aktuell

### A
- Ägypten
  - Kairo
    - Militärattachéstab Kairo (MilAttStab Kairo)

- Albanien
  - Tirana
    - Militärattachéstab Tirana (MilAttStab Tirana)

- Algerien
  - Algier
    - Militärattachéstab Algier (MilAttStab Algier)

- Angola
  - Luanda
    - Militärattachéstab Luanda (MilAttStab Luanda)

- Argentinien
  - Buenos Aires
    - Militärattachéstab Buenos Aires (MilAttStab Buenos Aires)

- Äthiopien
  - Addis Abeba
    - Militärattachéstab Addis Abeba (MilAttStab Addis Abeba)

- Australien
  - Canberra
    - Militärattachéstab Canberra (MilAttStab Canberra)

### B
- Belgien
  - Brüssel
    - Militärattachéstab Brüssel (MitAttStab Brüssel)
    - Deutscher Militärischer Vertreter im Militärausschuss der NATO und bei der Europäischen Union (DMV MC/NATO und EU)
    - Deutscher Vertreter bei der NATO (Dt Vertr NATO)
    - Communications and Informations Systems Directorate (CIS Directorate)
    - Concepts and Capabilities Directorate
    - Cooperation & Regional Security Division (C&RS Division)
    - Deutsche EU-Vertretung (Dt EU Vertr)
    - Deutscher Anteil ACT Command Group (DtA ACT Command Group)
    - Deutscher Anteil Air and Missile Defence Committee (DtA AMDC)
    - Deutscher Anteil BICES Group Executive (DtA BGX)
    - Deutscher Anteil beim Internationalen Militärstab NATO Defence Manpower Audit Authority (DtA IMS NDMAA)
    - Deutscher Anteil beim Militärstab der Europäischen Union (DtA EUMS)
    - Deutscher Anteil Internationaler Militärstab (DtA IMS)
    - Deutscher Anteil NATO Communications and Information Agency (DtA NCIA)
    - Deutscher Anteil SHAPE Staff Advisory Group Brüssel (DtA SHAPE Staff Advisory Group Brüssel)
    - Sanitätsstaffel Brüssel (SanStff Brüssel)
    - Verbindungsbüro Air Traffic Management Brüssel (VbdgBüro ATM Brüssel)

  - Glons
    - Deutscher Anteil beim NATO Programming Centre (DtA NPC)

  - Mons
    - Deutscher Anteil Mons (DtA Mons)
    - Deutscher Anteil Supreme Headquarters Allied Powers Europe (DtA SHAPE)
    - Deutscher Militärischer Vertreter bei Supreme Headquarters Allied Powers Europe (NMR (DEU) SHAPE)
    - Dienstältester Deutscher Offizier/Deutscher Anteil NATO Special Operations Headquarters (DDO/DtA NSHQ)
    - Deutscher Anteil NATO Airborne Early Warning and Control Force MONS (DtA NAEW&CF MONS)
    - Deutscher Anteil NATO Communications and Information Agency MONS (DtA NCIA MONS)
    - Deutscher Anteil NATO Communications and Information Agency MONS II (DtA NCIA MONS II)
    - Bundeswehrverwaltungsstelle in Belgien (BWVSt in Belgien)
    - Deutsches Evangelisches Militärpfarramt Belgien/Frankreich (SHAPE) (DEMilPfA B/F SHAPE)
    - Deutsches Katholisches Militärpfarramt Belgien/Frankreich (SHAPE) (DKMilPfA B/F SHAPE)

  - Oostende
    - Deutscher Anteil beim Centre of Excellence der Ecole de Guerre de Mines Oostende Belgien (DtA COE EGuerMin)

- Bosnien und Herzegowina
  - Sarajewo
    - Militärattachéstab Sarajewo (MilAttStab Sarajewo)

- Brasilien
  - Brasilia
    - Militärattachéstab Brasilia (MilAttStab Brasilia)

- Bulgarien
  - Sofia
    - Deutscher Anteil NATO Force Integration Unit BULGARIA (DtA NFIU BGR)

### C
- Chile
  - Santiago de Chile
    - Militärattachéstab Santiago de Chile (MilAttStab Santiago de Chile)

- China
  - Peking
    - Militärattachéstab Peking (MilAttStab Peking)

### D
- Dänemark
  - Kopenhagen
    - Militärattachéstab Kopenhagen (MilAttStab Kopenhagen)

### E
- Estland
  - Harijumaa Ämari
    - Deutsches Kontingent Verstärkung Air Policing Baltikum (DEU Ktgt VAPB)

  - Tartu
    - Deutscher Anteil beim Baltic Defence College in Tartu (DtA BALTDEFCOL Tartu)

  - Tallinn
    - Deutscher Anteil beim NATO Cooperative Cyber Defence Centre of Excellence (DtA CCD CoE)
    - Deutscher Anteil NATO Force Integration Unit ESTONIA (DtA NFIU EST)

### F
- Finnland
  - Helsinki
    - Militärattachéstab Helsinki (MilAttStab Helsinki)
    - Deutscher Anteil European Centre of Excellence for Countering Hybrid Threats (DtA ECoE CHT)

- Frankreich
  - Angers
    - Heeresverbindungsstab Frankreich 2 (HVStab FRA 2)

  - Blagnac
    - Dienstältester Deutscher Offizier/Deutscher Anteil International Integrated Logistic Support Field Team A400M (DDO/DtA IIFT A400M)

  - Bourges
    - Deutsches Verbindungskommando an den Ecoles Militaires des Bourges in Frankreich (DEU VKdo EMB FRA)

  - Draguignan
    - Heeresverbindungsstab Frankreich 4 (HVStab FRA 4)

  - Évreux (Militärflugplatz Évreux-Fauville)
    - Dienstältester Deutscher Offizier/Deutscher Anteil Escadre de Transport Évreux (DDO/DtA EDT Évreux)

  - Fontainebleau
    - Deutsche Delegation Frankreich (DtDel FRA)
    - Deutsche Stabsgruppe Frankreich (DtStGrp Frankreich)
    - Luftwaffen Verbindungsorganisation in Frankreich (Lw VbdgOrg FRA)

  - Illkirch-Graffenstaden (Leclerc-Kaserne)
    - Jägerbataillon 291 (JgBtl 291)
    - Bundeswehrverwaltungsstelle in Frankreich (BWVSt Frankreich)
    - Heeresinstandsetzungslogistik – Stützpunkt Illkirch-Graffenstaden (Frankreich) (HIL Stp Illkirch-Graffenstaden (FR))

  - Le Cannet-des-Maures (bei Le Luc) (Base Ecole General Lejay)
    - Deutscher Anteil Deutsch/Französisches Heeresfliegerausbildungszentrum TIGER (DtA DEU/FRA HFlgAusbZ TIGER)
      - Deutscher Anteil Deutsch/Französisches Heeresfliegerausbildungszentrum Bereich Fliegerische Ausbildung (DtA DEU/FRA HFlgAusbZ BerFlgAusb)
      - Deutscher Anteil Deutsch/Französisches Heeresfliegerausbildungszentrum Inspektion Kampfhubschrauber TIGER (DtA DEU/FRA HFlgAusbZ In KHT)
      - Deutscher Anteil Deutsch/Französisches Heeresfliegerausbildungszentrum Luftfahrzeugtechnische Staffel Kampfhubschrauber TIGER (DtA DEU/FRA HFlgAusbZ LfzTStff KHT)
      - Deutscher Anteil Deutsch/Französisches Heeresfliegerausbildungszentrum Unterstützungsbereich Luftfahrzeugtechnik (DtA DEU/FRA HFlgAusbZ UstgBer LfzT)

  - Lille (La Citadelle)
    - Deutscher Anteil North Atlantic Treaty Organization Rapid Deployable Corps - FRANCE (DtA NRDC – FRA)
    - Heereshauptverbindungsstab Frankreich Außenstelle Lille (HHptVStab FRA ASt Lille)

  - Paris
    - Heereshauptverbindungsstab Frankreich (HHptVStab Frankreich)
    - Militärattachéstab Paris (MilAttStab Paris)
    - Deutscher Austauschoffizier bei der Delegation aux Affaires Strategiques in Frankreich (DtAustauschOffz VgMin FRA (DAS))
    - Deutscher Verbindungsoffizier zur Delegation aux Affaires Strategiques in Frankreich (DtVO DAS FRA)
    - Deutscher Austauschoffizier bei der Direction de Renseignement Militaire in Frankreich (DtAustauschOffz DRM FRA)
    - Deutsches Verbindungskommando zum Etat-Major des Armees/Commandement Interarmées de l´Espace in Frankreich (DEU VKdo EMA/CIE FRA)
    - Deutsches Verbindungskommando zum Etat-Major des Armées Centre de Planification et de Conduite des Opérations (CPCO) und zum Etat-Major Interarmées des Force et d’Entrainement (EMIA-FE) in Frankreich (DEU VKdo EMA/CPCO&EMIA-FE FRA)
    - Deutscher Referent beim Führungsstab des Heeres (Frankreich) (Dt Ref Fü H – FRA)
    - Deutsches Verbindungskommando bei der Direction Centrale du Service des Sante des Armees in Frankreich (DEU VKdo DCSSA FRA)
    - Deutsches Verbindungskommando zur Enseignement Militaire Supérieur in Frankreich (DEU VKdo EMS FRA)
    - Luftwaffenverbindungsoffizier Centre d’études stategiques aerospatiales (CESA) (LwVO CESA)

  - Rennes
    - Deutsches Verbindungskommando an der Ecole des Transmissions in Frankreich (DEU VKdo ETRS FRA)

  - Straßburg (Quartier Aubert de Vincelles)
    - Deutscher Anteil EUROKORPS (DtA EUROKORPS)
    - Deutscher Anteil Führungsunterstützungsbrigade EUROKORPS (DtA FüUstgBrig EUROKORPS)
    - Deutscher Anteil Führungsunterstützungskompanie EUROKORPS (DtA FüUstgKp EUROKORPS)
    - Dienstältester Deutscher Offizier/Deutscher Anteil Verbindungskommando Luftstreitkräfte EUROKORPS (DDO/DtA VKdoLuSK EUROKORPS)

  - Straßburg (Quartier Lize)
    - Deutscher Anteil Stabs- und Unterstützungsbataillon EUROKORPS (DtA St/UstgBtl EUROKORPS)
    - Unterstützungsgruppe Dienstältester Deutscher Offizier EUROKORPS (UstgGrp DDO EUROKORPS)

  - Toul
    - Dienstältester Deutscher Offizier Deutscher Anteil Centre de Formation a l´Appui Aerien NANCY-OCHEY (DDO/DtA C.F.A.A. NANCY-OCHEY)

  - Toulon Naval
    - Deutscher Anteil High Readiness Forces (Marine) Commando Francais Marine Forces (DtA HRF (M) COM FraMarFor)

### G
- Georgien
  - Tiflis
    - Militärattachéstab Tiflis (MilAttStab Tiflis)
    - NATO GEO Substantial Core Team

- Ghana
  - Teshie
    - Deutscher Militärischer Berater Kofi Annan International Peacekeeping Training Centre Ghana (DtMilBerater KAIPTC GHA)

- Griechenland
  - Athen
    - Militärattachéstab Athen (MilAttStab Athen)

  - Chania (Kreta)
    - Verbindungskommando der Luftwaffe NATO MISSILE FIRING INSTALLATION (VKdoLw NAMFI)
    - Deutsches Übungskontingent Kreta (DtÜbKtg Kreta)

  - Thessaloniki
    - Deutscher Anteil North Atlantic Treaty Organization Rapid Deployable Corps-GREECE (DtA NRDC-GRC)

- Großbritannien
  - Andover
    - Heereshauptverbindungsstab Great Britain (HHptVStab GBR)
    - Austauschoffizier Großbritannien (AustOffz GBR)
    - Deutsches Verbindungskommando zum Capability Directorate Information in Großbritannien (DEU VKdo CD Info GBR)

  - Blackwater (Camberley)
    - Heeresverbindungsstab Great Britain 3 (HVStab GBR 3)

  - Bristol
    - Deutsches Verbindungsbüro beim Integrated Projekt Team Beyond Visual Range Air to Air Missile BRISTOL/GBR (DtVbdgBüro IPT BVRAAM BRISTOL/GBR)
    - Deutsches Verbindungskommando beim Defense Equipment & Suppert – Anteil Logistik – in Großbritannien (DEU VKdo DE&S Log GBR)

  - Harefield Middlesex
    - Deutsche Delegation Northwood (Deutsche Delegation Northwood)
    - Bundeswehrverwaltungsstelle in Großbritannien (BWVSt in Großbritannien)

  - Huntingdon
    - Dienstältester Deutscher Offizier/Deutscher Anteil Nachrichtenwesen Huntingdon (DDO/DtA MilNW Huntingdon)

  - Innsworth (Gloucestershire)
    - Deutscher Anteil Allied Rapid Reaction Corps (DtA ARRC)

  - London
    - Militärattachéstab London (MilAttStab London)
    - Deutscher Austauschoffizier beim Verteidigungsministerium in Großbritannien (DtAustauschOffz VgMin GBR)
    - Deutsches Verbindungskommando beim Verteidigungsministerium in Großbritannien  (DEU VKdo MOD GBR)
    - Güteprüfstelle der Bundeswehr London (GPS Bw London)

  - Lossiemouth
    - Übungskontingent Fliegende Verbände United Kingdom (ÜbKtgFlgVbde UK)

  - Northwood
    - Deutscher Anteil Maritime Command Headquarters Northwood (DtA MC HQ Northwood)
    - Deutsches Verbindungskommando beim Permanent Joint Headquarters in Großbritannien (DEU VKdo PJHQ GBR)

  - Salisbury
    - Austauschoffizier United Kingdom (GBR - Großbritannien) (AustOffz GBR)

  - Stevenage
    - Deutsches Verbindungsbüro beim Integrated Project Team Beyond Visual Range Air to Air Missile STEVENAGE/GBR (DtVbdgBüro IPT BVRAAM STEVENAGE/GBR)

  - Swindon (Wiltshire)
    - Deutscher Austauschoffizier am Development, Concepts and Doctrine Centre (DtAustOffz DCDC)
    - Deutsches Verbindungskommando bei der Defense Academy United Kingdom und Development Concepts an Doctrin Centre (DEU VKdo DefAc & DCDC GBG)

  - Walters Ash (Buckinghamshire)
    - Dienstältester Deutscher Offizier/Deutscher Anteil European Air Group (DDO/DtA EAG)

  - Warminster (Wiltshire)
    - Heeresverbindungsstab Great Britain 2 (HVStab GBR 2, beim Land Warfare Centre)

  - Warton
    - Deutsches Verbindungsbüro International Eurofighter Support Team WARTON/GBR (DtVbdgBüro IEST WARTON/GBR)

  - Yeovilton-Sommerset
    - Deutscher Anteil Joint Electronic Warfare Core Staff Operations Branch (DtA JEWCS OB)
    - Deutscher Anteil Joint Electronic Warfare Core Staff Operations Support Branch (DtA JEWCS OSB)
    - Deutscher Anteil Joint Electronic Warfare Core Staff Technical Support Branch (DtA JEWCS TSB)
    - Deutscher Anteil Joint Electronic Warfare Core Staff Yeovilton Deputy Director JEWCS (DtA JEWCS Dep Dir)

### I
- Indien
  - Neu-Delhi
    - Militärattachéstab Neu-Delhi (MilAttStab Neu-Delhi)

- Indonesien
  - Jakarta
    - Militärattachéstab Jakarta (MilAttStab Jakarta)

- Irak
  - Bagdad
    - Militärattachéstab Bagdad (MilAttStab Bagdad)

- Iran
  - Teheran
    - Militärattachéstab Teheran (MilAttStab Teheran)

- Israel
  - Tel Aviv
    - Militärattachéstab Tel Aviv (MilAttStab Tel Aviv)

- Italien
  - Borgo Piave
    - Dienstältester Deutscher Offizier/Deutscher Anteil NATO Communications and Information Systems School (DDO/DtA NCISS Latina)

  - Catania
    - Bundeswehrverwaltungsstelle in Italien (BWVSt Italien)

  - Lago Patria – Giugliano in Campania
    - Deutsche Delegation Italien (DtDel ITA)
    - Deutscher Anteil Headquarters Joint Corce Command Naples (DtA HQ JFC Naples)
    - Deutsches Katholisches Militärpfarramt Italien (Neapel) (DKMilPfA I)

  - La Spezia
    - Deutscher Anteil Centre for Maritime Research and Experimentation La Spezia (DtA CMRE La Spezia)
    - Deutscher Anteil Comando delle Forze di Coutromisure Mine Italien (DtA ComForDrag ITA)
    - NATO Forschungsschiff Alliance

  - Neapel
    - Deutsche Stabsgruppe Naples (DtStGrp Naples)

  - Novara
    - Verbindungskommando Italien Air Force (VKdo IAF)
    - Materialdepot Erding - Verbindungskommando zur Italian Air Force NOVARA (MatDp Erding - VKdo IAF NOVARA; Auflösung zum 31. Dezember 2019 geplant)

  - Poggio Renatico
    - Regionalservice Poggio Renatico (RegService Poggio Renatico)
    - Deutscher Anteil NATO Communications and Informations Agency Poggio Renatico (DtA NCIA Poggio Renatico)
    - Dienstältester Deutscher Offizier/Deutscher Anteil Deployable Air Command And Control Centre POGGIO RENATICE (DDO/DtA DACCC POGGIO RENATICO)

  - Rom
    - Militärattachéstab Rom (MilAttStab Rom)
    - Heeresverbindungsstab Italien (HVbdgStab ITA)
    - Deutscher Anteil NATO Modelling and Simulation Center of Excellence (DtA NATO M&S CoE)
    - Deutsches Verbindungskommando beim Verteidigungsministerium in Italien (DEU VKdo MOD ITA)
    - Deutsches Verbindungskommando bei der italienischen Verteidigungsakademie (CASD) (CASD = Centro Alti Studi per la Difesa) (DEU VKdo VgAk (CASD) ITA)
    - Dienstältester Deutscher Offizier/Deutscher Anteil beim NATO Defence College (DDO/DtA NADEFCOL)

  - Solbiate Olona
    - Deutscher Anteil North Atlantic Treaty Organization Rapid Deployable Corps - ITALY (DtA NRDC - ITA)

  - Turin
    - Deutsches Verbindungsbüro International Eurofighter Support Team TURIN/ITA (DtVbdgBüro IEST TURIN/ITA)

### J
- Japan
  - Tokio
    - Militärattachéstab Tokio (MilAttStab Tokio)

- Jordanien
  - Amman
    - Militärattachéstab Amman (MilAttStab Amman)
    - Deutscher Militärischer Berater Jordanien (DtMilBer JOR)

### K
- Kamerun
  - Yaoundé
    - Militärattachéstab Yaounde (MilAttStab Yaounde)

- Kanada
  - Kingston
    - Deutscher Militärischer Anteil Queens University Kingston in Kanada (DtMilA Queens Uni Kingston CAN)

  - Ottawa
    - Militärattachéstab Ottawa (MilAttStab Ottawa)
    - Deutsches Verbindungskommando bei National Defense Headquarters in Kanada (DEU VKdo NDHQ CAN)

  - Toronto
    - Deutsches Verbindungskommando beim Canadian Forces College in Kanada (DEU VKdo CFC CAN)

- Kenia
  - Nairobi
    - Militärattachéstab Nairobi (MilAttStab Nairobi)

- Kasachstan
  - Astana
    - Militärattachéstab Astana (MilAttStab Astana)

- Kolumbien
  - Bogotá
    - Militärattachéstab Bogotá (MilAttStab Bogotá)

- Demokratische Republik Kongo
  - Kinshasa
    - Militärattachéstab Kinshasa (MilAttStab Kinshasa)

- Kroatien
  - Zagreb
    - Militärattachéstab Zagreb (MilAttStab Zagreb)

### L
- Lettland
  - Riga

    - Deutscher Anteil beim NATO Strategic Communication Center of Excellence (DtA NATO StratCom CoE)
    - Deutscher Anteil NATO Force Integration Unit LETTLAND (DtA NFIU LVA)
    - Deutsches Verbindungskommando Ministry of Defence Litauen (DEU VKdo MoD LTU)

- Litauen
  - Vilnius
    - Militärattachéstab Wilna (MilAttStab Wilna)
    - Deutscher Anteil am NATO akkreditierten Energy Security Centre of Excellence (DtA NATO ENSEC COE)
    - Deutscher Anteil NATO Force Integration Unit Litauen (DtA NFIU LTU)

  - Rukla/Vilnius
    - Vorauskommando Aufstellungsstab Panzerbrigade 45
    - Bundeswehrverwaltungsstelle Litauen

- Luxemburg
  - Capellen
    - Deutsches Verbindungskommando bei der NATO Support Agency in Luxemburg (DEU VKdo NSPA LUX)

### M
- Malaysia
  - Kuala Lumpur
    - Militärattachéstab Kuala Lumpur (MilAttStab Kuala Lumpur)

- Mali
  - Bamako
    - Militärattachéstab Bamako (MilAttStab Bamako)
    - Deutscher Militärischer Berater bei der Economic Community of West African States-Ecole de Maintien de la Paix Mali (DtMilBerater ECOWAS-EDMDLP Mali)
    - Deutscher Militärischer Berater beim Generalstab der malischen Streitkräfte (DtMilBer GenSt MLI)

- Marokko
  - Rabat
    - Militärattachéstab Rabat (MilAttStab Rabat)

- Mexiko
  - Mexiko-Stadt
    - Militärattachéstab Mexiko-Stadt (MilAttStab Mexiko-Stadt)

- Myanmar
  - Yangon
    - Militärattachéstab Ragun (MilAttStab Ragun)

### N
- Namibia

- Niederlande
  - Amersfoort
    - Heeresverbindungsoffizier zum niederländischen Land Warfare Centre (HVbdgOffz zum NLD LWC)

  - Arnheim
    - Austauschoffizier Niederlande (AustOffz NLD)

  - Beek
    - Flugsicherungssektor Maastricht (FSSkt Maastricht)

  - Brunssum (Nendrik-Kazerne)
    - Deutscher Anteil Headquarters Joint Force Command Brunssum (DtA HQ JFC Brunssum)
    - Deutsche Delegation Niederlande (DtDel NLD)
    - Deutsche Stabsgruppe Niederlande (DtStGrp NLD)
    - Bundeswehrverwaltungsstelle in den Niederlanden (BWVSt Niederlande)

  - Darp
    - Deutscher Anteil 43. (Niederländische) Mechanisierte Brigade (DtA 43. (NLD) MechBde)

  - Den Haag
    - Militärattachéstab Den Haag (MilAttStab Den Haag)
    - Deutscher Anteil ACT Capability Development mit Dienstort Den Haag (DtA ACT Capability Development (DO Den Haag))
    - Deutscher Anteil NATO C3 Agency - Teile Den Haag (DtA NC3A - Tle Den Haag)
    - Deutscher Anteil NATO Communications and Information Agency THE HAGUE (SKB) (DtA NCIA THE HAGUE (SKB))
    - Deutscher Austauschoffizier beim Verteidigungsministerium der Niederlande (DtAustauschOffz VgMin NLD)
    - Dienstältester Deutscher Offizier/Deutscher Anteil beim Civil-Military Cooperation Centre of Excellence (DDO/DtA CCOE)

  - Den Helder
    - Deutsch-niederländische Kooperation Den Helder/Niederlande (DEU-NLD-Koop Den Helder/NLD)
    - Fachlehrgruppe Anti-Air Warfare/Air Defence Den Helder (FachLehrGrp AAW/AD Den Helder)
    - Fachlehrgruppe Systembetrieb – Teileinheit Den Helder (FachLehrGrp SysBtrb TE Den Helder)
    - Führungs- und Waffeneinsatzsysteme Teileinheit Den Helder (FüWES FktKetten TE Den Helder)
    - Munitionsinstandsetzungspunkt Den Helder (MunInstPkt Den Helder)

  - Eibergen
    - Deutscher Anteil Fernmeldebataillon I. Deutsch-Niederländisches Corps (DtA FmBtl I.DEU/NLD Corps)

  - Eindhoven
    - Deutscher Anteil beim Strategic Airlift Coordination Center (DtA SALCC)
    - Deutscher Anteil Movement Coordination Centre Europe (DtA MCCE)
    - Dienstältester Deutscher Offizier/Deutscher Anteil European Air Transport Command (DDO/DtA EATC)

  - Soesterberg
    - Deutscher Anteil Joint Deployable Exploitation and Analysis Laboratority (DtA JDEAL)

  - ’t Harde
    - Ausbildungsunterstützung Niederlande (AusbUstg NLD)

  - Utrecht
    - Deutscher Anteil NATO Command and Control Centre of Excellence (DtA NATO C2 CoE)
    - Heeresverbindungsoffizier zum niederländischen Commando Landstrijdkrachten (HVbdgOffz zum NLD CLAS)

  - Vredepeel
    - Dienstältester Deutscher Offizier Deutscher Anteil Defence Ground Based Air Defence Command VREDEPEEL (DDO/DtA DGAC VREDEPEEL)

  - Vught
    - Deutscher Verbindungsoffizier in den Niederlanden bei Defensie Chemical Biological Radiological Nuclear Centrum (DtVO NLD Defensie CBRN Chentrum)

- Niger
  - Niamey
    - Deutscher Militärischer Berater im Nigrischen Verteidigungsministerium (DEU MilBer NER VgMin)

- Nigeria
  - Abuja
    - Militärattachéstab Abuja (MilAttStab Abuja)
    - Deutscher Militärischer Berater bei der Economic Community of West African States (DtMilBerater ECOWAS)

- Norwegen
  - Oslo
    - Militärattachéstab Oslo (MilAttStab Oslo)

  - Stavanger
    - Deutscher Anteil Joint Warfare Centre Stavanger (DtA JWC Stavanger)
    - Dienstältester Deutscher Offizier/Deutscher Anteil Joint Warfare Centre Stavanger (DDO/DtA JWC Stavanger)

### O
- Österreich
  - Graz
    - Deutsches Verbindungskommando zu den Streitkräften und zum Bundesministerium für Landesverteidigung und Sport Sektion IV in Österreich (DEU VKdo SK/BMLVS Skt IV AUT)

  - Saalfelden
    - Austauschoffizier Österreich (AustOffz AUT)

  - Wien
    - Militärattachéstab Wien (MilAttStab Wien)
    - Heeresverbindungsstab Österreich (HVbdgSt AUT)
    - NATO Military Liaison Office Vienna
    - Anteil Bundesministerium der Verteidigung an der Ständigen Vertretung der Bundesrepublik Deutschland bei der Organisation für Sicherheit und Zusammenarbeit in Europa (ABMVg StV OSZE)
    - Deutscher Anteil European Centre of Manual Neutralisation

### P
- Pakistan
  - Islamabad
    - Militärattachéstab Islamabad (MilAttStab Islamabad)

- Peru
  - Lima
    - Militärattachéstab Lima (MilAttStab Lima)

- Polen
  - Bydgoszcz
    - Dienstältester Deutscher Offizier/Deutscher Anteil Joint Forces Training Centre Bydgoszcz (DDO/DtA JFTC Bydgoszcz)
    - Deutscher Anteil NATO Force Integration Unit Polen (DtA NFIU POL)
    - Deutscher Anteil NATO Military Police Centre of Excellence (DtA NATO MP CoE)

  - Elbląg
    - Deutscher Anteil Multinational Division North East (DtA MND NE)

  - Krakau
    - Deutscher Anteil NATO Counter Intelligence Centre of Excellence (DtA NATO CI CoE)

  - Stargard
    - Deutscher Anteil Command Support Brigade Multinational Corps North East (DtA CSB MNC NE)

  - Stettin
    - Deutscher Anteil Multinational Corps North East (DtA MNC NE)
    - Dienstältester Deutscher Offizier/Deutscher Anteil Air Operations Coordination Centre Multi National Corps Northeast STETTIN (DDO/DtA AOCC MNC NE STETTIN)
    - Unterstützungsgruppe Dienstältester Deutscher Offizier Multinational Corps North East (UstgGrp DDO MNC NE)
    - Bundeswehrverwaltungsstelle in Polen (BWVSt Polen)

  - Warschau
    - Militärattachéstab Warschau (MilAttStab Warschau)
    - Heeresverbindungsstab Polen (HVbdgStab POL)
    - Deutsches Verbindungskommando bei der polnischen Verteidigungsakademie (Akademia Obrony Nawodowej) (DEU VKdo VgAk (AON) POL)

- Portugal
  - Lissabon
    - Militärattachéstab Lissabon (MilAttStab Lissabon)
    - Deutscher Anteil Joint Analysis Lessons Learned Command Group (DtA JALLC Command Group)

  - Oeiras
    - Dienstältester Deutscher Offizier/Deutscher Anteil Lisbon (DDO/DtA Lisbon)
    - Deutscher Anteil Strike for NATO (DtA SFN)
    - Deutscher Anteil NATO Communications and Information Agency - Academy (DtA NCIA Academy)

### R
- Rumänien
  - Bukarest
    - Militärattachéstab Bukarest (MilAttStab Bukarest, zuständig auch für Bulgarien)
    - Deutscher Anteil Multinational Division South East (DtA MND SE)
    - Deutscher Anteil NATO Force Integration Unit Rumänien (DtA NFIU ROU)

  - Craiova
    - Deutscher Anteil Multinational Brigade South East (DtA MNBD SE)

- Russische Föderation
  - Moskau
    - Militärattachéstab Moskau (MilAttStab Moskau)

### S
- Saudi-Arabien
  - Riad
    - Militärattachéstab Riad (MilAttStab Riad)

- Schweden
  - Stockholm
    - Militärattachéstab Stockholm (MilAttStab Stockholm)

- Schweiz
  - Bern
    - Militärattachéstab Bern (MilAttStab Bern)

  - Genf
    - Anteil des Bundesministerium der Verteidigung an der Delegation der Bundesrepublik Deutschland bei dem Abrüstungsausschuss und der Ständigen Vertretung der Bundesrepublik Deutschland bei der Vereinten Nationen (Anteil BMVg Delegation CD/UN)
    - Deutscher Militärischer Anteil beim Genfer Zentrum für Sicherheitspolitik (DtMilA GZS)
    - Deutscher Militärischer Anteil beim Internationalen Zentrum für Humanitäres Minenräumen (DtMilA GICHD CHE)

- Serbien
  - Belgrad
    - Militärattachéstab Belgrad (MilAttStab Belgrad)

- Singapur
  - Singapur
    - Militärattachéstab Singapur (MilAttStab Singapur)

- Slowakei
  - Bratislava
    - Militärattachéstab Preßburg (MilAttStab Preßburg)
    - Deutscher Anteil NATO Force Integration Unit SLOWAKEI (DtA NFIU SVK)

- Slowenien
  - Begunje na Gorenjskem
    - Ausbildungszentrum Infanterie Mountain Warfare Centre of Excellence Doctrine and Standardisation Branch (AusbZInf MW CoE D&S)

  - Ljubljana
    - Militärattachéstab Laibach (MilAttStab Laibach)

- Spanien
  - Albacete
    - Dienstältester Deutscher Offizier Deutscher Anteil Tactical Leadership Programme ALBACETE (DDO/DtA TLP ALBACETE)

  - Betera
    - Deutscher Anteil North Atlantic Treaty Organization Rapid Deployable Corps-SPAIN (DtA NRDC-ESP)

  - Madrid
    - Militärattachéstab Madrid (MilAttStab Madrid)
    - Deutsches Verbindungsbüro International Eurofighter Support Team MADRID/ESP (DtVbdgBüro IEST MADRID/ESP)
    - Deutsches Verbindungskommando beim spanischen Generalstab für Verteidigung (DEU VKdo EMAD ESP)

  - Pozuelo de Alarcon
    - Deutscher Anteil Centre of Excellence Counter Improvised Explosives Devices (DtA CoE C-IED)

  - Torrejón de Ardoz
    - Dienstältester Deutscher Offizier Deutscher Anteil Combined Air Operations Centre TORREJON (DDO/DtA CAOC TORREJON)

  - Zaragoza
    - European Tactical Airlift Centre ZARAGOZA (ETAC ZARAGOZA)

- Südafrika
  - Pretoria
    - Militärattachéstab Pretoria (MilAttStab Pretoria)

- Sudan
  - Khartum
    - Militärattachéstab Khartum (MilAttStab Khartum)

- Südkorea
  - Seoul
    - Militärattachéstab Seoul (MilAttStab Seoul)

### T
- Thailand
  - Bangkok
    - Militärattachéstab Bangkok (MilAttStab Bangkok)

- Tschechische Republik
  - Prag
    - Militärattachéstab Prag (MilAttStab Prag)

  - Vyskov
    - Dienstältester Deutscher Offizier/Deutscher Anteil Joint Chemical Biological Radiological Nuclear Defence Centre of Excellence (DDO/DtA JCBRN Defence CoE)

- Tunesien
  - Tunis
    - Militärattachéstab Tunis (MilAttStab Tunis)
    - Deutscher Militärischer Berater Tunesien (DtMilBer TUN)

- Türkei
  - Ankara
    - Militärattachéstab Ankara (MilAttStab Ankara)

  - Kirazlidere
    - Deutscher Anteil Centre of Excellence Defence against Terrorism (DtA COE DAT)

  - Izmir
    - Deutscher Anteil Land Command Headquarters Izmir (DtA LC HQ Izmir)
    - Dienstältester Deutscher Offizier/Deutscher Anteil Land Command Headquarters Izmir (DDO/DtA LC HQ Izmir)

  - Ayazaga-Istanbul
    - Deutscher Anteil North Atlantic Treaty Organization Rapid Deployable Corps - TURKEY (DtA NRDC - TUR)
    - Dienstältester Deutscher Offizier/Deutscher Anteil Air Operations Coordination Centre Headquarters NATO Rapid Deployable Corps Türkei (DDO/DtA AOCC HQ NRDC TUR)

### U
- Ukraine
  - Kiew
    - Militärattachéstab Kiew (MilAttStab Kiew)
    - NATO Liaison Office Kiew

  - Lwiw
    - Deutscher Militärischer Berater Ukraine (DtMilBer UKR)

- Ungarn
  - Budapest
    - Militärattachéstab Budapest (MilAttStab Budapest)
    - Kommando Sanitätsdienst der Bundeswehr – Außenstelle Budapest – Deutscher Anteil des NATO Centers of Excellence for Military Medicine (DtA NATO MilMed CoE)

  - Székesfehérvár
    - Deutscher Anteil beim Joint Forces Command in Ungarn (DtA JFC HUN)
    - Deutscher Anteil NATO Force Integration Unit UNGARN (DtA NFIU HUN)

- Usbekistan
  - Taschkent
    - Militärattachéstab Taschkent (MilAttStab Taschkent)

### V
- Vereinigte Staaten
  - Annapolis, Maryland
    - Lehrstabsoffizier United States Naval Academy (LehrStOffz USNA)

  - Carlisle, Pennsylvania
    - Dozent United States Army War College (Dozent USAWC)

  - Colorado Springs, Colorado
    - Luftwaffenverbindungsoffizier United States Air Force Academy Colorado Springs (LwVO USAFA COLORADO SPRINGS)
    - Deutscher Anteil Joint Functional Component Command for Integrated Missile Defense Colorado Springs (DtA JFCC IMD COLORADO SPRINGS)

  - Dayton, Ohio
    - Luftwaffenverbindungsoffizier Air Force Security Assistance Center WRIGHT PATTERSON Air Force Base (LwVO AFLCCW PATTERSON/AFB)

  - Dulles, Virginia
    - Stabsquartier Fahrbereitschaft Dulles Airport (FahrBschft DULLES Airport)
    - Stabsquartier Sicherungsgruppe Dulles Airport (SichGrp DULLES Airport)

  - El Paso, Texas
    - Taktisches Aus- und Weiterbildungszentrum Flugabwehrraketen der Luftwaffe USA mit Weiterentwicklungsaufgaben im Flugabwehrraketendienst (TaktAusbWbZ FlaRakLw USA)
    - Heeresverbindungsstab United States of America 2 Teile US Army Sergeants Major Academy (HVStab USA 2 Tle USASMA)
    - Deutsches Evangelisches Militärpfarramt USA II (Fort Bliss) (DEMilPfA USA II)
    - Deutsches Katholisches Militärpfarramt USA (DKMilPfA USA)

  - Fort Belvoir, Virginia
    - Deutsches Verbindungskommando US Joint Force Development/J7 Joint Personnel Recovery Agency (DEU VKdo JPRA)

  - Fort Benning, Georgia
    - Heeresverbindungsstab United States of America 3 (HVStab USA 3)

  - Fort Bragg, North Carolina
    - Heeresverbindungsstab USA 12 (HVStab USA 12)
    - Austauschoffizier USA (AustOffz USA)
    - Deutscher Austauschoffizier bei der 4th Military Information Support Operations Group (DtAustauschOffz 4th MISO Group)

  - Fort Gordon, Georgia
    - Deutscher Austauschoffizier der U.S. Army Cyber Centre of Excellence in den USA (DtAustOffz USA CyCoE USA)
    - Deutsches Verbindungskommando zum U.S. Army Cyber Centre of Excellence in den USA (DEU VKdo USACyCoE USA)

  - Fort Leavenworth, Kansas
    - Heeresverbindungsstab United States of America/Combined Arms Center (HVStab USA/CAC)

  - Fort Lee, Virginia
    - Deutsches Verbindungskommando U.S. Army Combined Arms Support Command & Sustainment Center of Excellence in den USA (DEU VKdo USACASCOM & SCoE USA)

  - Fort Leonard Wood
    - Heeresverbindungsstab United States of America 8 (HVStab USA 8)
    - Deutsches Verbindungskommando bei der United States Army Military Police & Chemical, Biological, Radiological and Nuclear School in den USA (DEU VKdo USAMP&CBRNS USA)

  - Fort Rucker, Alabama
    - Heeresverbindungsstab United States of America 5 (HVStab USA 5)

  - Fort Sill, Oklahoma
    - Heeresverbindungsstab United States of America 2 (HVStab USA 2)
    - Directorate of Training Directorate FORT SILL (DOTD FORT SILL)
    - United States of America Air Artillery Defence School Fort Sill (USAADAS FORT SILL)
    - Ausbildung United States of America Air Defence Artillery School Fort Sill (Ausb USAADASCH FORT SILL)

  - Goodyear, Arizona
    - 3. Deutsche Luftwaffenausbildungsstaffel (3. DtLwAusbStff)

  - Halawa, Hawaii
    - Deutsches Verbindungskommando Militärisches Nachrichtenwesen United States Indo-Pacific Command in den USA (DEU VKdo MilNW USINDOPACOM USA)

  - Holloman Air Force Base, New Mexico
    - Fliegerisches Ausbildungszentrum der Luftwaffe (FlgAusbZLw)
    - Bundeswehrverwaltungsstelle in den USA und Kanada Außenstelle Holloman (BWVSt USA und Kanada ASt Holloman)
    - IT-Servicecenter Südwest (ITSC Südwest)

  - Langley Air Force Base, Virginia
    - Luftwaffenverbindungsoffizier Air Combat Command LANGLEY Air Force Base (LwVO ACC LANGLEY AFB)

  - Maxwell Air Force Base, Alabama
    - Luftwaffenverbindungsoffizier Headquarters Air University MAXWELL Air Force Base (LwVO HQAU MAXWELL/AFB)

  - Monterey, Kalifornien
    - Deutscher Militärischer Anteil United States Naval Postgraduate School in den USA (DtMilA NPS USA)

  - New York City
    - Dienstältester Offizier bei der ständigen Vertretung Bundesrepublik Deutschland bei den Vereinten Nationen (DO StV VN)
    - Counter-Improvised Explosive Devices United Nation Mine Action Service (C-IED UNMAS)

  - Newport, Rhode Island
    - Lehrstabsoffizier United States Naval War College (LehrStOffz USNWC)

  - Newport News, Virginia
    - Heereshauptverbindungsstab United States of America (HHptVStab USA)

  - Norfolk, Virginia
    - Deutscher Anteil Headquarters Supreme Allied Command Transformation Norfolk (DtA HQ SACT Norfolk)
    - Deutsche Delegation Norfolk (DtDel Norfolk)
    - Deutscher Anteil beim Centre of Excellence Combined Joint Operations from the Sea United States (DtA CoE CJOS)
    - Deutsches Verbindungskommando Commander Strike Force Training Atlantic United States of America (DEU VKdo CSFTL USA)

  - Pensacola, Florida (Naval Air Station)
    - 2. Deutsche Luftwaffenausbildungsstaffel (2. DtLwAusbStff)

  - Quantico, Virginia
    - Heeresverbindungsstab United States of America 11 (HVStab USA 11)

  - Redstone Arsenal, Alabama
    - German PATRIOT Office (GEPO)

  - Reston, Virginia
    - Bundeswehrkommando USA und Kanada (BwKdo US/CA)
    - Luftwaffenverbindungsorganisation Vereinigte Staaten von Amerika und Kanada (LwVbdgOrg USA/CAN)
    - Deutsches Verbindungskommando Militärisches Nachrichtenwesen in den USA 3 (DEU VKdo MilNW USA 3)
    - Deutsche Verbindungsstelle des Rüstungsbereiches USA/Kanada Reston/USA (German Liaison Office for Defense Material USA/Canada) (DtVStRü USA/Ka)
    - Bundeswehrverwaltungsstelle in den USA und Kanada (BWVSt USA und Kanada)
    - Deutsches Evangelisches Militärpfarramt USA I (Washington) (DEMilPfA USA I)

  - San Diego, Kalifornien
    - Luftwaffenverbindungsoffizier International Program Office Multifunctional Information and Distribution System San Diego (LwVO IPOM San Diego/CA)

  - Sheppard Air Force Base, Texas
    - Dienstältester Deutscher Offizier/Deutscher Anteil EURO NATO JOINT JET PILOT TRAINING Sheppard Air Force Base (DDO/DtA ENJJPT Sheppard AFB)

  - Springfield, Virginia
    - Deutsches Verbindungskommando Geoinformationswesen der Bundeswehr in den USA Springfield Virginia (DEU VKdo GeoInfoWBw USA Springfield VA)
    - Deutsches Verbindungskommando Militärisches Nachrichtenwesen in den USA 2 (DEU VKdo MilNW USA 2)

  - Suffolk, Virginia
    - Deutsches Verbindungskommando US Joint Staff Suffolk USA (DEU VKdo US JS Suffolk USA)

  - Tampa, Florida
    - Deutsches Verbindungskommando beim United States Special Operations Command in den USA (DEU VKdo USSOCOM USA)
    - Dienstältester Deutscher Offizier/Deutscher Anteil Tampa (DDO/DtA Tampa)

  - Vandenberg Air Force Base, Kalifornien
    - Luftwaffenverbindungsoffizier USSTRATCOM JFCC Space VANDENBERG AFB/CA (LwVO USSTRATCOM JFCC SPACE VANDENBERG)

  - Virginia Beach, Virginia
    - Coalition Interoperability & Readiness Liaison Officer (CIRLO)

  - Washington, D.C.
    - Militärattachéstab Washington (MitAttStab Washington)
    - Deutsches Verbindungskommando beim United States Joint Staff J5 Multinational Operations Division in den USA (DEU VKdo US JS J5 MOD USA)
    - Deutsches Verbindungskommando Militärisches Nachrichtenwesen in den USA 1 (DEU VKdo MilNW USA 1)

  - Westpoint, New York
    - Heeresverbindungsoffizier United States Military Academy (HVbdgOffz USMA)

- Vereinigte Arabische Emirate
  - Abu Dhabi
    - Militärattachéstab Abu Dhabi (MilAttStab Abu Dhabi)

### W
- Belarus
  - Minsk
    - Militärattachéstab Minsk (MilAttStab Minsk)

## Historisch

### I
- Italien
  - Decimomannu (Sardinien)
    - Taktisches Ausbildungskommando der Luftwaffe Italien (TaktAusbKdoLw Italien; aufgelöst zum 31. Dezember 2016)

### K
- Kanada
  - Shilo
    - Deutscher Verbindungsstab Truppenübungsplatzkommandantur SHILO/CA (DtVStab TrÜbPlK SHILO/CA)
    - Bundeswehrverwaltungsstelle in den USA und Kanada Außenstelle Shilo (BWVSt in den USA und Kanada ASt Shilo)

  - Happy Valley-Goose Bay
    - Taktisches Ausbildungskommando der Luftwaffe Kanada

### N
- Niederlande
  - Budel (Nassau-Dietz-Kaserne)
    - Luftwaffenausbildungsregiment 1 (LwAusbRgt 1)
    - Luftwaffenausbildungsregiment 2 (LwAusbRgt 2)
    - schweres Betriebsstofftransportbataillon 961 (sBstfTrspBtl 961)
    - Sanitätsbataillon 110 (Teile)
    - 8./Feldjägerbataillon 730 (teilaktiv)

### R
- Russische Föderation
  - Moskau
    - NATO Military Liaison Mission Moscow[3]